# 手のひらの勇気
「手のひらの勇気」（てのひらのゆうき）は、日本の女性アイドルユニット・ときめきアイドリング!!!の楽曲。2009年12月2日にポニーキャニオンからリリースした、女性アイドルグループ・アイドリング!!!名義通算9枚目のシングル。楽曲は、シンガーソングライター・川嶋あいが制作した。

## 背景・制作
前作「無条件☆幸福」から4ヶ月半後に発表した、女性アイドルユニット・ときめきアイドリング!!!の名義によるシングル。
コラボ企画
昨年末のユニット「フリフリアイドリング!!!」等に続き、女性アイドルグループ・アイドリング!!!のユニットプロジェクトとして、人気ゲームソフトとコラボレーションした企画第一弾。コナミの恋愛シミュレーションゲーム『ときめきメモリアル4』とのタイアップが実現し、同ゲームのテーマ曲として制作された。
本作は、ユニット名義かアイドリング!!!名義かで、各媒体の紹介が異なる。公式では企画ユニット名義も、シングルの通し枚数にカウントされており、グループの通算9枚目となる。
ユニット「ときめきアイドリング!!!」
『ときめきメモリアル4』の主要キャラクターが高校生である事から、実際に当時高校生であった外岡えりか・横山ルリカ・森田涼花・三宅ひとみ・橘ゆりか・大川藍が選抜され、リーダー遠藤舞を加えた7名で編成されている。
収録曲
表題曲は、シンガーソングライター・川嶋あいが制作した。楽曲について川嶋は、『ゲーム内の青春イメージに合わせ、元気でさわやかな曲に仕上げた』と述べている。
c/w曲「レイニィガール」の制作に作詞家・leonnが初めて名を連ね、以降当グループ楽曲の多くを手掛けている。作編曲は、元the generousのギタリスト・大西克巳が担当した。楽曲は、雨をテーマにした恋愛バラードとなっている。
収録メンバー
c/w曲「レイニィガール」は、アイドリング!!!名義で収録。
| 楽曲               | メンバー |
| ------------------ | --- |
| 「手のひらの勇気」 | ときめきアイドリング!!!（遠藤舞・外岡えりか・横山ルリカ・森田涼花・三宅ひとみ・橘ゆりか・大川藍）               |
| 「レイニィガール」 | アイドリング!!!（上記メンバー・谷澤恵里香・フォンチー・河村唯・長野せりな・酒井瞳・朝日奈央・菊地亜美・橋本楓） |

## リリース
シングルCDは1形態のみで、バリエーションは無し。初回生産分に、トレーディングカード（全7種の内ランダム1枚）の封入特典が付く。カードの裏面には、メンバー直筆のメッセージがプリントされている。
特典企画
協力店舗でのみ先着購入者に「オリジナル・トレーディングカード（各店絵柄3種の内ランダム1枚）」を進呈する、コラボ企画を実施している。
アートワーク
CDジャケットおよびステージ衣装は、『ときめきメモリアル4』の舞台である架空の私立高「きらめき高校」の制服に準じたデザインとなっている。

## プロモーション
発売記念イベント兼ねた握手会が、以下の日時・場所で実施された。
「手のひらの勇気」発売記念イベント
- 2009年12月1・4・5日 フジテレビ湾岸スタジオ
- 2009年12月2・6日 フジテレビ本社屋

## ミュージック・ビデオ
ミュージック・ビデオが制作され、リリース後にアイドリング!!!公式YouTubeチャンネルで、フルバージョンが無料公開された。また、アニメーション版も、ファミ通TUBEチャンネルにて公開されている。
ロケ場所は、『ときめきメモリアル4』の学園舞台を意識し、校舎で撮影されている。なお、ユニットメンバー 森田涼花はスケジュールの都合により参加できず、劇中に登場していない。

## ライブ・パフォーマンス
発売記念イベント兼ねたミニライブが、以下の日時・場所で実施された。
「手のひらの勇気」発売記念イベント
- 2009年12月3日 ソフマップアミューズメント館 1Fイベントスペース

ライブイベント
収録曲は、以下のイベント等でライブ披露している。
- 東京ゲームショウ2009『ときめきメモリアル4』ステージイベント（2009年9月26・27日、幕張メッセ）
- アイドリング!!!@はちたまライブ（フジテレビ球体展望室）
vol.5（2009年10月23日） vol.6（2009年11月15日） vol.7（2009年12月25日、フジテレビV5スタジオ）
- アイドリング!!! 7thライブ 人生=修行ナリング!!!（2010年1月24日、東京厚生年金会館大ホール）

## メディアでの使用
楽曲は以下のメディアで使用された。
- PSP専用ゲームソフト・コナミ『ときめきメモリアル4』オープニングテーマ

## シングル収録トラック
| #         | タイトル                            | 作詞      | 作曲      | 編曲              | 時間  |
| --------- | ----------------------------------- | --------- | --------- | ----------------- | ----- |
| 1.        | 「手のひらの勇気」                  | 川嶋あい  | 川嶋あい  | K-Lab（佐薹一雪） | 4:19  |
| 2.        | 「レイニィガール」(アイドリング!!!) | leonn     | 大西克巳  | 大西克巳          | 4:34  |
| 3.        | 「手のひらの勇気」(Instrumental)    |           |           |                   | 4:19  |
| 4.        | 「レイニィガール」(Instrumental)    |           |           |                   | 4:29  |
| 合計時間: | 合計時間:                           | 合計時間: | 合計時間: | 合計時間:         | 17:41 |